# Les Experts : Manhattan
Pour les articles homonymes, voir Les Experts.
Les Experts : Miami Les Experts : Cyber
Les Experts : Manhattan ou CSI : New York au Québec (CSI: NY) est une série télévisée en coproduction canado-américaine entre Alliance Atlantis et CBS Paramount Television en 197 épisodes de 42 minutes créée par Ann Donahue, Anthony E. Zuiker et Carol Mendelsohn et diffusée en simultané entre le 22 septembre 2004 et le 22 février 2013 sur le réseau CBS aux États-Unis et sur le réseau CTV au Canada.
Il s'agit de la 3e série de la franchise Les Experts et le deuxième spin-off des Experts (CSI: Crime Scene Investigation) après Les Experts : Miami.
En France, la série a été diffusée entre le 12 novembre 2005 et le 19 février 2014 sur TF1, depuis le 27 septembre 2013 sur TMC, à partir du 4 novembre 2013 sur TV Breizh et à partir du 14 décembre 2015 sur HD1, en Belgique depuis avril 2005 sur RTL-TVI, au Québec à partir du 5 septembre 2006 sur le réseau TQS (maintenant V) et en Suisse sur RTS Un.

## Synopsis
À Manhattan, l'un des cinq arrondissements de New York, une équipe de la police scientifique du NYPD, a recours à la technologie de pointe pour trouver des indices sur les lieux des crimes et résoudre ainsi des enquêtes. Cette équipe est dirigée par Mac Taylor, dont la femme est décédée durant les attentats du 11 septembre 2001.

## Fiche technique
Sauf indication contraire, les informations mentionnées dans cette section peuvent être confirmées par la base de données cinématographiques IMDb,  présente dans la section « Liens externes ».
- Création : Ann Donahue, Carol Mendelsohn et Anthony E. Zuiker

Doublage
- Société : Alter Ego
- Direction artistique : Stefan Godin
- Adaptation : Gladys Marciano, Jean Chavot, Sylvie Abou Isaac, Michel Mella, Laurence Fattelay et Alexa Donda

## Distribution
| Gary Sinise        | Bernard Gabay      | Mac Taylor                | Principal  | Principal         | Principal  | Principal  | Principal  | Principal  | Principal  | Principal  | Principal  |           |           |           |
| Melina Kanakaredes | Céline Monsarrat   | Stella Bonasera           | Principale | Principale        | Principale | Principale | Principale | Principale |            |            |            |           |           |           |
| Carmine Giovinazzo | Sébastien Desjours | Danny Messer              | Principal  | Principal         | Principal  | Principal  | Principal  | Principal  | Principal  | Principal  | Principal  |           |           |           |
| Vanessa Ferlito    | Vanessa Betane     | Aiden Burn                | Principale | épisodes 1, 2, 23 |            |            |            |            |            |            |            |           |           |           |
| Hill Harper        | Daniel Lobé        | Sheldon Hawkes            | Principal  | Principal         | Principal  | Principal  | Principal  | Principal  | Principal  | Principal  | Principal  |           |           |           |
| Eddie Cahill       | Thomas Roditi      | Donald "Don" Flack Junior | Principal  | Principal         | Principal  | Principal  | Principal  | Principal  | Principal  | Principal  | Principal  |           |           |           |
| Anna Belknap       | Barbara Kelsch     | Lindsay Monroe-Messer     |            | Principale        | Principale | Principale | Principale | Principale | Principale | Principale | Principale |           |           |           |
| Robert Joy         | Max André          | Sid Hammerback            |            | Récurrent         | Récurrent  | Récurrent  | Principal  | Principal  | Principal  | Principal  | Principal  | Principal | Principal | Principal |
| A. J. Buckley      | Gwendal Anglade    | Adam Ross                 |            | Récurrent         | Récurrent  | Récurrent  | Principal  | Principal  | Principal  | Principal  | Principal  |           |           |           |
| Sela Ward          | Caroline Jacquin   | Josephine "Jo" Danville   |            |                   |            |            |            |            | Principale | Principale | Principale |           |           |           |

| Saison | Superviseur de l'équipe de jour | Assistant du superviseur de l'équipe de jour | Enquêteurs des scènes de crime    | Enquêteurs des scènes de crime | Enquêteurs des scènes de crime | Médecin légiste              | Policier                 | Technicien de Laboratoire |
| ------ | ------------------------------- | -------------------------------------------- | --------------------------------- | ------------------------------ | ------------------------------ | ---------------------------- | ------------------------ | ------------------------- |
| 1      | Mac Taylor (Gary Sinise)        | Stella Bonasera (Melina Kanakaredes)         | Danny Messer (Carmine Giovinazzo) | Aiden Burn (Vanessa Ferlito)   |                                | Sheldon Hawkes (Hill Harper) | Don Flack (Eddie Cahill) |                           |
| 2      | Mac Taylor (Gary Sinise)        | Stella Bonasera (Melina Kanakaredes)         | Danny Messer (Carmine Giovinazzo) | Lindsay Monroe (Anna Belknap)  | Sheldon Hawkes (Hill Harper)   | Sid Hammerback (Robert Joy)  | Don Flack (Eddie Cahill) | Adam Ross (AJ Buckley)    |
| 3      | Mac Taylor (Gary Sinise)        | Stella Bonasera (Melina Kanakaredes)         | Danny Messer (Carmine Giovinazzo) | Lindsay Monroe (Anna Belknap)  | Sheldon Hawkes (Hill Harper)   | Sid Hammerback (Robert Joy)  | Don Flack (Eddie Cahill) | Adam Ross (AJ Buckley)    |
| 4      | Mac Taylor (Gary Sinise)        | Stella Bonasera (Melina Kanakaredes)         | Danny Messer (Carmine Giovinazzo) | Lindsay Monroe (Anna Belknap)  | Sheldon Hawkes (Hill Harper)   | Sid Hammerback (Robert Joy)  | Don Flack (Eddie Cahill) | Adam Ross (AJ Buckley)    |
| 5      | Mac Taylor (Gary Sinise)        | Stella Bonasera (Melina Kanakaredes)         | Danny Messer (Carmine Giovinazzo) | Lindsay Monroe (Anna Belknap)  | Sheldon Hawkes (Hill Harper)   | Sid Hammerback (Robert Joy)  | Don Flack (Eddie Cahill) | Adam Ross (AJ Buckley)    |
| 6      | Mac Taylor (Gary Sinise)        | Stella Bonasera (Melina Kanakaredes)         | Danny Messer (Carmine Giovinazzo) | Lindsay Monroe (Anna Belknap)  | Sheldon Hawkes (Hill Harper)   | Sid Hammerback (Robert Joy)  | Don Flack (Eddie Cahill) | Adam Ross (AJ Buckley)    |
| 7      | Mac Taylor (Gary Sinise)        | Josephine Danville (Sela Ward)               | Danny Messer (Carmine Giovinazzo) | Lindsay Monroe (Anna Belknap)  | Sheldon Hawkes (Hill Harper)   | Sid Hammerback (Robert Joy)  | Don Flack (Eddie Cahill) | Adam Ross (AJ Buckley)    |
| 8      | Mac Taylor (Gary Sinise)        | Josephine Danville (Sela Ward)               | Danny Messer (Carmine Giovinazzo) | Lindsay Monroe (Anna Belknap)  | Sheldon Hawkes (Hill Harper)   | Sid Hammerback (Robert Joy)  | Don Flack (Eddie Cahill) | Adam Ross (AJ Buckley)    |
| 9      | Mac Taylor (Gary Sinise)        | Josephine Danville (Sela Ward)               | Danny Messer (Carmine Giovinazzo) | Lindsay Monroe (Anna Belknap)  | Sheldon Hawkes (Hill Harper)   | Sid Hammerback (Robert Joy)  | Don Flack (Eddie Cahill) | Adam Ross (AJ Buckley)    |

## Personnages

### Personnages principaux
Mac Taylor est le superviseur de l'équipe des experts. La disparition de sa femme, Claire Conrad Taylor lors des attentats du 11 septembre le perturbe toujours et lui occasionne des insomnies chroniques (aucune trace d'ADN n'a pu prouver sa présence dans les tours). Il a servi chez les Marines, car il déclare que rien ne lui importe plus que servir son pays. Il a été envoyé à Beyrouth en 1983, expérience qui le marque encore aujourd'hui.
Mac défend trois choses à tout prix : l'honneur de son pays, la sécurité de sa ville et l'intégrité de son service. C'est pourquoi il a licencié Aiden Burn, après qu'elle eut trafiqué une preuve. Il entretient une relation privilégiée avec Stella Bonasera, sa meilleure amie. Il joue aussi de la basse dans les clubs de jazz pendant son temps libre. Ce talent fut découvert par Lindsay Monroe quand elle se rendit compte, lors d'une enquête, qu'il savait comment tenir l'instrument.
On apprend dans la saison 3 qu'il a eu un rendez-vous avec le docteur Peyton Driscoll avec qui il entretiendra une relation et partira même en vacances au Royaume-Uni à la fin de la saison. Peyton rompra au début de la saison 4, en choisissant de rester à Londres et jugeant une vie d'« allers et retours au-dessus de l'Atlantique » trop pénible.
Contrairement à son collègue Gil Grissom, Mac n'est pas un adepte des références culturelles, citations historiques et autres jeux de mots macabres façon Donald Mallard (d'NCIS). Il privilégie, au contraire, garder constamment la tête froide. Et contrairement à son autre collègue Horatio Caine, il n'est pas du genre à couvrir ses collègues et collaborateurs et à les réconforter à voix basse lorsqu'ils commettent une faute grave. Certains enquêteurs (notamment Sheldon, Danny, Adam ou Aiden) ont fait l'expérience de ses colères et sanctions.
Stella Bonasera est entièrement dévouée à son travail de par sa forte personnalité, sa détermination et son intelligence. D'origine italo-grecque et orpheline, et a grandi dans différentes familles d'accueil. Elle est très liée à son meilleur ami Mac, et elle se préoccupe constamment de son bien-être physique et mental.
Dans l'épisode 21 de la saison 2 [Reconstitution (All Access)], elle a été maintenue captive dans son propre appartement par son petit ami de l'époque, instable mentalement, Frankie Mala, et a été contrainte de le tuer pour sauver sa propre vie. Mala avait fait cela pour se venger de Stella, qui l'avait plaqué après qu'il eut diffusé une vidéo de leurs ébats sur Internet.
Plus tard, après avoir fait du bouche-à-bouche à Sid afin de le sauver d'une mort certaine, elle aura la hantise de l'avoir contaminé, craignant d'être séropositive car s'étant coupée avec un morceau de verre recouvert de sang quelques jours plus tôt sur une scène de crime.
Après six ans de services, Melina Kanakaredes, qui joue le rôle de Stella Bonasera, décide de quitter la série. Elle est remplacée par Sela Ward.
Danny Messer est grand connaisseur de motos et de tuning. Il est appliqué comme jamais dans son travail. Il est très ami avec Lindsay, qu'il demandera deux fois en mariage. Celle-ci refusera la 1re fois, ne se sentant pas prête, mais acceptera la 2e, touchée par la demande de Danny.
Peu de temps après son mariage, Danny est émerveillé par la venue au monde de sa fille Lucy. À la fin de la saison 5, alors qu'il se trouve dans un bar avec toute l'équipe scientifique, des hommes armés en voiture ouvrent le feu sur le bar et touchent Danny, qui apparaîtra durant la saison 6 en chaise roulante.
Aiden Burn est une forte tête, obstinée et caractérielle. Dotée d'un sens de l'humour décapant, elle apprécie tout particulièrement la compagnie de Danny et de Flack. Mais elle sera virée par Mac pour avoir rompu le sceau d'une pièce à conviction afin de faire condamner D.J Pratt, un violeur arrêté puis relâché faute de preuves.
Aiden a été hantée par cette affaire parce que la victime de Pratt était une de ses amies proches, Regina. Même si elle a rompu le sceau de la pièce à conviction (un cheveu de D.J Pratt), elle s'est ravisée au dernier moment et n'a pas placé le cheveu sur les vêtements de la victime, ce qui incriminerait Pratt de manière certaine.
Cependant, rompre le sceau d'une pièce à conviction est un délit grave, qui justifie son licenciement. Elle l'acceptera d'ailleurs elle-même, pensant que si un cas similaire se produisait de nouveau, elle ne résisterait sûrement pas à la tentation. Devenue détective privée, elle a œuvré sans relâche pour coincer Pratt. Mais celui-ci, sentant que Burn est proche de la vérité, la frappera à mort et l'immolera dans une voiture volée.
Lindsay Monroe remplace Aiden Burn (à partir de l'épisode 3 de la saison 2). Elle arrive de son Montana natal, ce qui lui vaut de subir, à ses débuts, toutes les vannes les plus pénibles de Danny sur les paysans du nord-ouest, mais elle s'intègre vite à l'équipe. Sa sensibilité, qui contraste par rapport à la dureté du caractère de sa devancière (Aiden), cache une grande finesse qui lui vaut de trouver, dans des enquêtes apparemment inextricables, les pistes les plus inattendues. Elle s'attache énormément à Danny, mais refuse de se l'avouer.
Adolescente, elle a survécu à un massacre où quatre de ses amies ont été tuées. Cet évènement lui revint à l'esprit pendant de la saison 3 lors de l'assassinat d'une jeune fille sourde et d'une jeune patineuse. Elle finira par avouer ce douloureux moment à Stella et repartira quelque temps dans le Montana pour témoigner au tribunal contre l'assassin de ses amies. Celui-ci sera jugé coupable et envoyé en prison. Elle et Danny, venu la soutenir pendant le procès, sont à deux doigts de s'embrasser avant qu'ils ne soient interrompus par des journalistes. C'est à ce moment-là que l'alchimie entre eux naîtra.
Sheldon Hawkes est l'expert en balistique, grand fan de r'n'b et assez placide de tempérament. C'est un ancien chirurgien urgentiste, et sa science et son diplôme de médecine sont extrêmement utiles aux autopsies. Il a choisi de quitter l'hôpital pour la police scientifique afin de ne plus avoir à se retrouver impuissant face à la mort des gens, préférant résoudre des injustices plutôt que d'en subir. Pourtant, dans les premiers épisodes, il est le médecin-légiste de l'équipe puis dépose une candidature pour travailler en tant que criminologue sous les ordres de Mac. Sheldon passera haut la main le test et rejoindra l'équipe scientifique.
Don Flack est le lieutenant de police de l'équipe, récurrent dans les deux premières saisons, puis omniprésent au fur et à mesure des épisodes suivants. Très intègre, avec ses méthodes et ses principes de travail de "policier de la vieille école", comme il se décrit lui-même dans un épisode de la saison 2, il apporte un soutien non négligeable lors des enquêtes de Mac et de son équipe. Plein d'esprit au second degré, il se montre volontiers incisif face aux suspects de mauvaise foi. Il est un des meilleurs amis de Danny, avec qui il partage une grande passion commune pour les matches de basket-ball.
Sid Hammerback (Robert Joy) est le nouveau médecin légiste depuis que Sheldon a décidé de rejoindre l'équipe de terrain. Dans la saison 5, il a failli mourir irradié au thallium 201. Sid est divorcé et a deux filles.
Adam Ross (Aaron John Buckley) est un expert et brillant scientifique qui reste au bureau. Dans la saison 4, il a démontré qu'il était également un joueur de jeu vidéo. Toujours prêt à la rigolade, il a surtout la hantise de se faire renvoyer de l'équipe. Il a toujours éprouvé une attirance pour Stella.

### Personnages secondaires
- Jessica Angell (Emmanuelle Vaugier) : Apparaissant dans la saison 3, elle accompagne parfois l’équipe des experts sur leurs affaires. Elle est surnommée « Ange » par Danny et Hawkes avec lesquels les réflexions les plus piquantes sont garanties. Côté famille on apprend au cours de la saison 4 qu'elle a quatre frères et un père lieutenant. De même dans cette saison elle se rapproche un peu plus de Don Flack, en effet celui-ci n'hésite pas à "lui faire du charme" selon les propres mots du Détective Angell. Dans la saison 5, Jessica et Don se rapprochent définitivement, malheureusement cette histoire d'amour n'aboutit pas car celle-ci se fait tirer dessus dans un café. Don tentera de la sauver en l'emmenant aux urgences mais elle décèdera peu de temps après.
- Reed Garrett (Kyle Gallner) est un jeune journaliste de plus ou moins 23 ans. Il tient un blog d'infos sur le net. Il a rencontré Mac alors qu'il entreprenait des recherches sur sa famille biologique (il avait été placé en famille d'accueil). Il est le fils de Claire, la femme disparue de Mac Taylor. Depuis Mac le considère presque comme son fils.
- Peyton Driscoll (Claire Forlani) est apparue au début de la saison 3. Elle était médecin légiste en même temps que Sid et était la petite amie de Mac. À la fin de la saison 3, elle part en vacances avec Mac en Angleterre pour aller voir sa famille. Au début de la saison 4, on apprend qu'elle ne reviendra pas. Elle fera une brève apparition dans un épisode de la saison 6.
- Christine Whitney  (Megan Dodds) est une ancienne amie de Mac. Elle apparaît lors de la saison 8. Elle est chef cuisinière et a son propre restaurant. Mac et elle s'embrassent pour la première fois dans l'épisode 14 de la saison 8. Leur relation durera malgré quelques erreurs de Mac (épisode 7, saison 9). Mac la demandera en mariage (épisode 17, saison 9), ce qu'elle acceptera.

### Acteurs récurrents
- Julie McKinnon : A/V Lab Tech (33 épisodes, saisons 6 à 9)
- Sarah Carter : Haylen Bacall (saison 6)
- Megan Dodds : Christine Whitney (13 épisodes, saisons 8 et 9)
- Natalie Martinez : Détective Jamie Lovato (12 épisodes, saison 9)
- Claire Forlani (VF : Caroline Beaune) : Dr Peyton Driscoll (11 épisodes, saisons 3 et 4, invitée saison 6)
- Sonya Walger : Jane Parsons (10 épisodes, saisons 1 et 2)
- Mykelti Williamson : Chief Brigham Sinclair (7 épisodes, saisons 3 à 6)
- Kyle Gallner : Reed Garrett (7 épisodes, saisons 3 et 4, invité saison 6)
- Danielle McKee : Lab Tech (7 épisodes, saisons 1 et 2)
- Kacey Taylor : Lab Tech (7 épisodes, saisons 6 et 7)
- Carmen Argenziano : Insp. Stanton Gerrard (6 épisodes, saisons 3 et 4)
- Chad Lindberg : Chad Willingham (5 épisodes, saison 1)
- Kerr Smith : Drew Bedford (5 épisodes, saison 4)
- J. Grant Albrecht : Dr Leonard Giles (5 épisodes, saison 1)
- Edward Furlong : Shane Casey (5 épisodes, saisons 3 et 6)
- Christopher Warren : Jonas Stark (5 épisodes, saisons 4, 8 et 9)
- Vanessa Esperanza : Monica (5 épisodes, saison 1)
- Kevin Navayne : Détective Ray Jackson (5 épisodes, saisons 6, 8 et 9)
- Kelly Hu : Détective Kaile Maka (4 épisodes, saisons 1 et 2)
- Ron Yuan (en) : Dr Evan Zao (4 épisodes, saison 1)
- Nelly : Terrence Davis (4 épisodes, saisons 5 et 6)
- Jacqueline Pinol : Rikki Sandoval (4 épisodes, saison 4)
- Bess Wohl : Kendall Novak (4 épisodes, saison 4)
- Jonah Lotan (en) : Dr Marty Pino (4 épisodes, saisons 2 et 5)
- Ed Quinn : Frankie Mala (4 épisodes, saison 2)
- Kathleen Munroe : Samantha Flack (4 épisodes, saisons 5, 8 et 9)
- Sydney Park : Ellie Danville (4 épisodes, saisons 7 et 9)
- Paul Papadakis : George Kolovos (4 épisodes, saison 5)

## Production

### Tournage
Les Experts : Manhattan ne comportent que quelques scènes extérieures filmées réellement à New York, tout le reste, ainsi que toutes les scènes intérieures, sont tournés en studio à Hollywood.

## Épisodes
| Saisons | Nombre d'épisodes | Années    | Audience aux États-Unis (en millions) |
| ------- | ----------------- | --------- | ------------------------------------- |
| 1       | 23                | 2004-2005 | 13.59                                 |
| 2       | 24                | 2005-2006 | 14.04                                 |
| 3       | 24                | 2006-2007 | 13.92                                 |
| 4       | 21                | 2007-2008 | 11.71                                 |
| 5       | 25                | 2008-2009 | 13.50                                 |
| 6       | 23                | 2009-2010 | 12.66                                 |
| 7       | 22                | 2010-2011 | 10.73                                 |
| 8       | 18                | 2011-2012 | 10.34                                 |
| 9       | 17                | 2012-2013 | 9.70                                  |

Cross Over
- Poursuite à Manhattan (MIA/NYC NonStop) : Il s’agit d’un épisode des Experts : Miami. Des preuves recueillies sur une scène d’un double homicide, mène Horatio à croire que le meurtrier vit à New York. À son arrivée à la «Big Apple», il rencontre Mac Taylor, qui est persuadé qu’un autre crime est lié à d’autres commis à Miami. Cet épisode est (comme souvent aux Etats-Unis) l'épisode cross-over servant de lancement d'un spin-off (Les Experts Miami lançant Les Experts Manhattan).
- Le Flic de Miami (Manhattan Manhunt) : le cross-over commence chez les Experts : Miami (épisode intitulé Le Tueur de New-York) qui traquent Henry Darius, un tueur en série qui a tué un groupe d’adolescents. Horatio travaille sur l’affaire à Manhattan.
- Sœurs de sang (Cold Reveal) : Stella devient suspecte dans une affaire du meurtre à Philadelphie, le Dét. Scotty Valens (Danny Pino, de Cold Case) arrive au labo pour lui dire qu’ils ont trouvé son ADN. La carrière de Mac Taylor est aussi mise en danger lorsqu'une enquête est ouverte sur lui.
- Les passagères de New York (Hammer Down) : Ray Langston du labo des Experts de Las Vegas traque un groupe spécialisé dans le trafic d'êtres humains. Il travaille avec Mac Taylor pour libérer des otages pris par le groupe. L’histoire commence dans un épisode des Experts : Miami passe par Les Experts : Manhattan et se termine dans Les Experts.
- Un retour pour New York  : D. B. Russell du labo des Experts de Las Vegas est en route pour New York pour aider Mac à localiser les ravisseurs de Christine avant qu'il ne soit trop tard. Ils décident de se servir de Jimmy Boyd pour approcher les malfaiteurs, mais le rendez-vous mis au point tourne mal. Mac parvient néanmoins à neutraliser l'un d'eux qui refuse de révéler l'endroit où Christine et le frère de Jimmy sont retenus captifs et le nom de son commanditaire. Cet épisode est la suite de l'Aller pour Las Vegas, dans lequel Mac Taylor y apparaît en vacances avec Christine, avant que cette dernière ne se fasse enlever, épisode dépendant des Experts Las Vegas.

## Récompenses
- BMI Film & TV Awards : 2005 Meilleure musique de Pete Townshend et Bill Brown (compositeur) (titre Baba O'Riley de The Who)

## Diffusion en France
La série est diffusée à 20 h 50 en février 2006 sur TF1, après avoir réussi son essai à 22 h 50. Elle est la seconde série, après Les Experts : Miami, à s'installer en prime-time sur TF1. Elle est diffusée en semaine, pour les inédits. Ou en roue de secours, les week-ends, comme ce fut le cas en février 2006, avec des rediffusions, ou des inédits. L'autre série Les Experts est diffusée 10 semaines de suite en sessions, le dimanche soir, sur TF1, depuis le 3 septembre 2006. Elle remplace le film du dimanche soir de Ciné Dimanche sur TF1. La chaîne alterne entre le cinéma et Les Experts, le dimanche soir sur TF1.
A l'arrêt des inédits, Les Experts Manhattan restent encore très populaires et parmi les séries les plus regardées. Depuis la dernière diffusion inédite en 2013, cette série a eu de nombreuses diffusions en prime-time (TF1 été 2013, puis TMC entre 1 et 4 soirées par semaine entre 2013 et 2015, ou encore TF1 Séries/Films anciennement HD1 en soirée (les plus récentes diffusions remontant alors à l'été 2018 et au 14 juin 2019), mais également en après-midi (TMC le samedi après-midi, puis TF1 Séries/Films anciennement HD1 le dimanche après-midi).

## Classement selon Nielsen américain (CBS)
| Saison | Épisodes | Première diffusion | Dernière diffusion | Année     | Classement | Téléspectateur (millions) |
| ------ | -------- | ------------------ | ------------------ | --------- | ---------- | ------------------------- |
| 1      | 23       | 22 septembre 2004  | 18 mai 2005        | 2004–2005 | 21         | 13,59                     |
| 2      | 24       | 28 septembre 2005  | 17 mai 2006        | 2005–2006 | 22         | 14,04                     |
| 3      | 24       | 20 septembre 2006  | 16 mai 2007        | 2006–2007 | 25         | 13,92                     |
| 4      | 21       | 26 septembre 2007  | 21 mai 2008        | 2007–2008 | 28         | 11,71                     |
| 5      | 25       | 24 septembre 2008  | 14 mai 2009        | 2008–2009 | 17         | 13,50                     |
| 6      | 23       | 23 septembre 2009  | 26 mai 2010        | 2009–2010 | 23         | 12,66                     |
| 7      | 22       | 24 septembre 2010  | 13 mai 2011        | 2010–2011 | 37         | 10,73                     |
| 8      | 18       | 23 septembre 2011  | 11 mai 2012        | 2011-2012 | 94         | 10,34                     |
| 9      | 17       | 28 septembre 2012  | 22 février 2013    | 2012-2013 | 74         | 9,70                      |

## DVD américain
| Saison   | No ép. | Date              | Date              | Date             | Date              |
| Saison   | No ép. | Région 1          | Région 2 (UK)     | Région 2 (UK)    | Région 2 (UK)     |
| Saison   | No ép. | Saison complète   | Partie 1          | Partie 2         | Saison complète   |
| -------- | ------ | ----------------- | ----------------- | ---------------- | ----------------- |
| Saison 1 | 23     | 18 octobre 2005   | 24 octobre 2005   | 27 octobre 2006  | 27 octobre 2006   |
| Saison 2 | 24     | 17 octobre 2006   | 19 septembre 2006 | 5 décembre 2006  | 23 octobre 2006   |
| Saison 3 | 24     | 9 octobre 2007    | 30 April 2007     | 15 octobre 2007  | 15 octobre 2007   |
| Saison 4 | 21     | 23 septembre 2008 | 14 juillet 2008   | 27 octobre 2008  | 27 octobre 2008   |
| Saison 5 | 25     | 29 septembre 2009 | 10 août 2009      | 7 septembre 2009 | 7 septembre 2009  |
| Saison 6 | 23     | 20 septembre 2010 |                   |                  | 20 septembre 2010 |
| Saison 7 | 22     | 27 septembre 2011 |                   |                  | 9 janvier 2012    |
| Saison 8 | 18     | 25 septembre 2012 |                   |                  | 24 juin 2013      |
| Saison 9 | 17     | 25 juin 2013      |                   |                  | 12 mai 2014       |

## Sorties DVD en France
La série est éditée et distribuée par TF1 Vidéo pour les DVD (dates de sorties des DVD en France) :
- Saison 1 - épisodes 1 à 12 Coffret 3 DVD - 12 juillet 2006.
- Saison 1 - épisodes 13 à 23 Coffret 3 DVD - 20 octobre 2006.
- L'intégrale de la saison 1 Coffret 6 DVD - 24 octobre 2006. Réédition le 26 novembre 2008.
- Saison 2 - épisodes 1 à 12 Coffret 3 DVD - 18 avril 2007.
- Saison 2 - épisodes 13 à 24 Coffret 3 DVD - 4 juillet 2007.
- L'intégrale de la saison 2 Coffret 6 DVD - 23 octobre 2007. Réédition le 26 novembre 2008.
- Saison 3 - épisodes 1 à 12 Coffret 3 DVD - 20 mars 2008.
- Saison 3 - épisodes 13 à 24 Coffret 3 DVD - 10 juillet 2008.
- L'intégrale de la saison 3 Coffret 6 DVD - 20 octobre 2008. Réédition le 26 novembre 2008.
- Saison 4 - épisodes 1 à 12 Coffret 3 DVD - 1er octobre 2009.
- Saison 4 - épisodes 13 à 21 Coffret 3 DVD - 16 mars 2010.
- L'intégrale de la saison 4 Coffret 6 DVD - 2 septembre 2010.
- Saison 5 - épisodes 1 à 12 Coffret 3 DVD - 12 octobre 2010.
- Saison 5 - épisodes 13 à 25 Coffret 3 DVD - 8 décembre 2010.
- L'intégrale de la saison 5 Coffret 6 DVD - 20 décembre 2010.
- Saison 6 - épisodes 1 à 12 Coffret 3 DVD - 15 juin 2011.
- Saison 6 - épisodes 13 à 23 Coffret 3 DVD - 6 octobre 2011.
- L'intégrale de la saison 6 Coffret 6 DVD - 6 octobre 2011.
- L'intégrale de la saison 7 Coffret 6 DVD - 22 août 2012.
- L'intégrale de la saison 8 Coffret 5 DVD - 17 octobre 2012.
- L'intégrale de la saison 9 Coffret 5 DVD - 17 septembre 2014.

### Pack Spécial noël, édition collector, en France
- Pack des saisons 1 à 3 : 26 novembre 2008, et réédité le 15 octobre 2009.
- Pack des saisons 1 à 4 : 12 octobre 2010.
- Pack des saisons 1 à 6 : 11 octobre 2011.
- Pack des saisons 1 à 9 : 1er octobre 2014.

## Ventes en ligne
| Pays        | Store        | Saisons disponibles |
| ----------- | ------------ | ------------------- |
| Royaume-Uni | Demand Five  | 1, 2, 3, 4 5 & 6    |
| France      | TF1 vision   | 1, 2, 3, 4, 5 & 6   |
| États-Unis  | iTunes Store | 1, 4, 5 & 6         |
| Allemagne   | VOXnow       | 2, 3, 4 5 & 6       |
| Hong Kong   | Deltamac     | 1, 2, 3, 4 5 & 6    |